# Aphanogmus insularis
Aphanogmus insularis är en stekelart som beskrevs av William Harris Ashmead 1896. Aphanogmus insularis ingår i släktet Aphanogmus och familjen pysslingsteklar. Inga underarter finns listade i Catalogue of Life.